# Utta
Utta (ros. Утта) – wieś na terytorium Federacji Rosyjskiej, na terenie wchodzącej w skład tego państwa Republiki Kałmucji, w południowo-wschodnim skrawku kontynentu europejskiego. Przy drodze A-145.

## Geografia
Osada znajduje się w środkowej części Kałmucji, ok. 160 km od zachodniego wybrzeża Morza Kaspijskiego i ok. 130 km w linii prostej na wschód od stolicy republiki Elisty.

## Historia
W czasie II wojny światowej, pod koniec 1942 r. osada została zdobyta przez armię niemiecką (Grupa Armii A). Był to jeden z najdalej na wschód wysuniętych punktów frontu wschodniego, do którego dotarły wojska hitlerowskich Niemiec (najdalszy na wschód to osada Terekli-Mekteb, a na południowy wschód to miasto Ordżonikidze – ob. Władykaukaz).